# Хана-Барбера
Хана-Барбера Пръдакшънс е студио за анимационни филми, което произвежда анимации и игрални филми за период от 45 години между 1957 и 2001 г. Хана-Барбера се ражда през 1944 г. благодарение на анимационните режисьори на Метро-Голдуин-Майер Уилям Хана и Джоузеф Барбера, наречено тогава H-B Enterprises. След като MGM затваря своето анимационно студио, H-B enterprises става постоянната работа на Уилям Хана и Джоузеф Барбера. В продължение на три десетилития Hanna-Barbera Productions произвежда много анимационни сериали, като „Семейство Флинтстоун“, „Семейство Джетсън“, „Джони Куест“, „Смърфовете“. Всичките постигат огромен успех.
През 1991 г. компанията е закупена от Търнър Броудкастинг, основно поради факта, че по този начин Търнър може да използва архива от над 300 анимационни филми като „база“ за програмната схема на своя нов специализиран детски канал Cartoon Network.
След преименувано на H-B Productions Company през 1992 г. и Хана-Барбера Картунс на следващата година, студиото продължава работа, без да бъде управлявано основно от Уилям Хана и Джоузеф Барбера, които излизат в полу-пенсиониране, но продължават да подпомагат студиото с някои свои креативни идеи.
В края на 90-те години Търнър пренасочва дейността на Hanna-Barbera основно към производство на нови анимационни сериали за Cartoon Network.
През 1996 г. Търнър е купена от Time Warner. След смъртта на Уилям Хана през 2001 г. Хана-Барбера е интегрирана към Warner Bros. Animation. Името на Хана-Барбера днес се използва само с маркетингови цели, свързани с класики на Хана-Барбера като „Том и Джери“, „Семейство Флинтстоун“ и „Скуби-Ду“.

## История

### Началото на Hanna-Barbera
Уилям Хана и Джоузеф Барбера се запознали през 30-те тодини на двадесети век, когато те били аниматори при режисьорите Хю Харман и Рудолф Айзинг в новосформираното анимационно студио на „Метро-Голдуин-Майер“ (MGM). През 1939 г. те започнали работа заедно като режисьори по нов анимационен филм за борбата между котка и мишка. Първият им съвместен проект се появява пред кинопублика през 1940 г. и носи заглавието Котката отнася ботуша (на английски: Puss Gets the Boot). Макар и котаракът във филма все още да се нарича „Джаспър“, този проект дава началото на популярната анимационна поредица Том и Джери, която след убеждаване на продуцентите си Хана и Барбера започват с филма „Среднощната закуска“ (на английски: The Midnight Snack) през 1941 г. Двамата режисьори постигат голям успех и поредицата от кратки анимационни филми им носи седем Оскара, което я прави заедно със „Смешни симфонии“ (на английски: Silly Symphonies) на „Дисни“ една от двете най-награждавани с академични награди анимационни кинопоредици. Още докато работят в MGM, Хана и Барбера заедно с режисьора на игрални филми Джордж Сидни основават фирмата H-B Enterprises, която се занимава с ранна ТВ реклама и други странични проекти.
Въпреки огромния успех на Том и Джери, MGM затваря своето анимационно студио през 1957 г. Поради този факт Хана и Барбера наемат повечето от своите колеги работели в анимационното студио на Метро-Голдуин-Майер, за да работят в H-B Enterprises, която става напълно функционираща компания през 1957 г. Бива взето решение студиото да се специализира и насочи единствено в производството на анимационни филми. Първият анимационен сериал, който младото студио създава е Шоуто на Ръф и Реди (на английски: The Ruff and Reddy Show), което дебютира по NBC през декември 1957 г. За да си набави капитал за произвеждане на анимационните си филми, Х-Б Ентърпрайзис сключва сделка със Screen Gems, които са собственост на Columbia Pictures, за финансиране на направата на нови анимационни филми в замяна на правата за разпространението им.
През следващите няколко години, H-B Enterprises създава някои от най-популярните си герои в сериали като „Шоуто на Хъкълбери Хрътката“ (1958 – 1961), „Куик Дроу Макгроу“ (1959 – 1962) и „Мечока Йоги“ (1961 – 1962). Тези сериали съдържат кратки анимационни филми (по 6 – 7 минути), които са събрани в епизоди от по 25 минути. През 1960 г. студиото навлиза в прайм-тайма на националната телевизия Ей Би Си с първия си анимационен сериал с цели половинчасови епизоди – „Семейство Флинтстоун“ (1960 – 1966). Новият сериал постига небивал успех, продължава до 1966 г. и води до появата на няколко подобни сериала, излъчени в прайм-тайм – „Топ Кет“ (1961 – 1962), „Семейство Джетсън“ (1962 – 1963) и „Джони Куест“ (1964 – 1965).